# Eucharia festiva
Eucharia festiva là một loài bướm đêm thuộc phân họ Arctiinae, họ Erebidae.